# Piazzetta dei Leoncini
La Piazzetta dei Leoncini è una piccola piazza di Venezia annessa al complesso di Piazza San Marco. Ubicata all'estremità nord-orientale della stessa, sorge tra la facciata settentrionale della Basilica di San Marco, il Palazzo Patriarcale e la chiesa di San Basso. È l'antica piazza dove si teneva il mercato delle erbe.
La piazzetta è caratterizzata da un livello centrale sopraelevato, accessibile attraverso brevi gradinate, sul quale sono sistemate due statue di leoni accovacciati, noti come leoncini, che sono all'origine del toponimo.
Le due sculture, realizzate da Giovanni Bonazza nel 1722, sono in marmo rosso di Cottanello.
Al centro della piazzetta è sistemata una vera da pozzo, unico pozzo pubblico dell'intero complesso dell'area marciana.

## Storia
L'area dell'odierna piazzetta iniziò ad assumere i suoi connotati nell'anno 828, quando vennero avviati i lavori di costruzione della primitiva basilica di San Marco, poi riedificata nel 987.
Tuttavia fu tra il 1050-1094, con la realizzazione della terza basilica di San Marco e della chiesa di San Basso (1076) che i confini dell'attuale piazzetta vennero meglio definiti.
Nel 1156, con l'interramento del rio Batario e il conseguente vasto ampliamento di Piazza San Marco la piazzetta divenne un'estensione della piazza maggiore.
Nel seicento anche il lato orientale della piazzetta venne sistemato, con la creazione dell'ala di Palazzo Ducale destinata al salone delle feste degli appartamenti ducali.
Nel 1722 l'architetto Andrea Tirali venne incaricato di ridisegnare la piazza posta sul lato nord della chiesa: la sopraelevò, sistemò il pozzo presente e pose due leoni di pietra ai lati. La piazza fu quindi battezzata Piazzetta dei Leoni o dei Leoncini. Sempre Tirali nel 1723 sistemò la pavimentazione sostituendo a quella originaria in mattoni delle grandi lastre di trachite incorniciate da strisce di pietra d'Istria. Tra il 1837 e il 1870 venne consolidato l'aspetto definitivo con la creazione del Palazzo Patriarcale, realizzato inglobando la vecchia ala del Palazzo Ducale che si affacciava sulla piazzetta.
Nel 1878 dopo l'Unità d'Italia, con voto unanime del consiglio comunale, si decise di erigere qui un monumento al re Vittorio Emanuele II: la sua realizzazione avrebbe comportato l'abbattimento del pozzo, l'annullamento dell'alzata della piazza e lo spostamento dei due leoni a lato del pozzo. Alla fine, tuttavia, il monumento fu realizzato in riva degli Schiavoni.

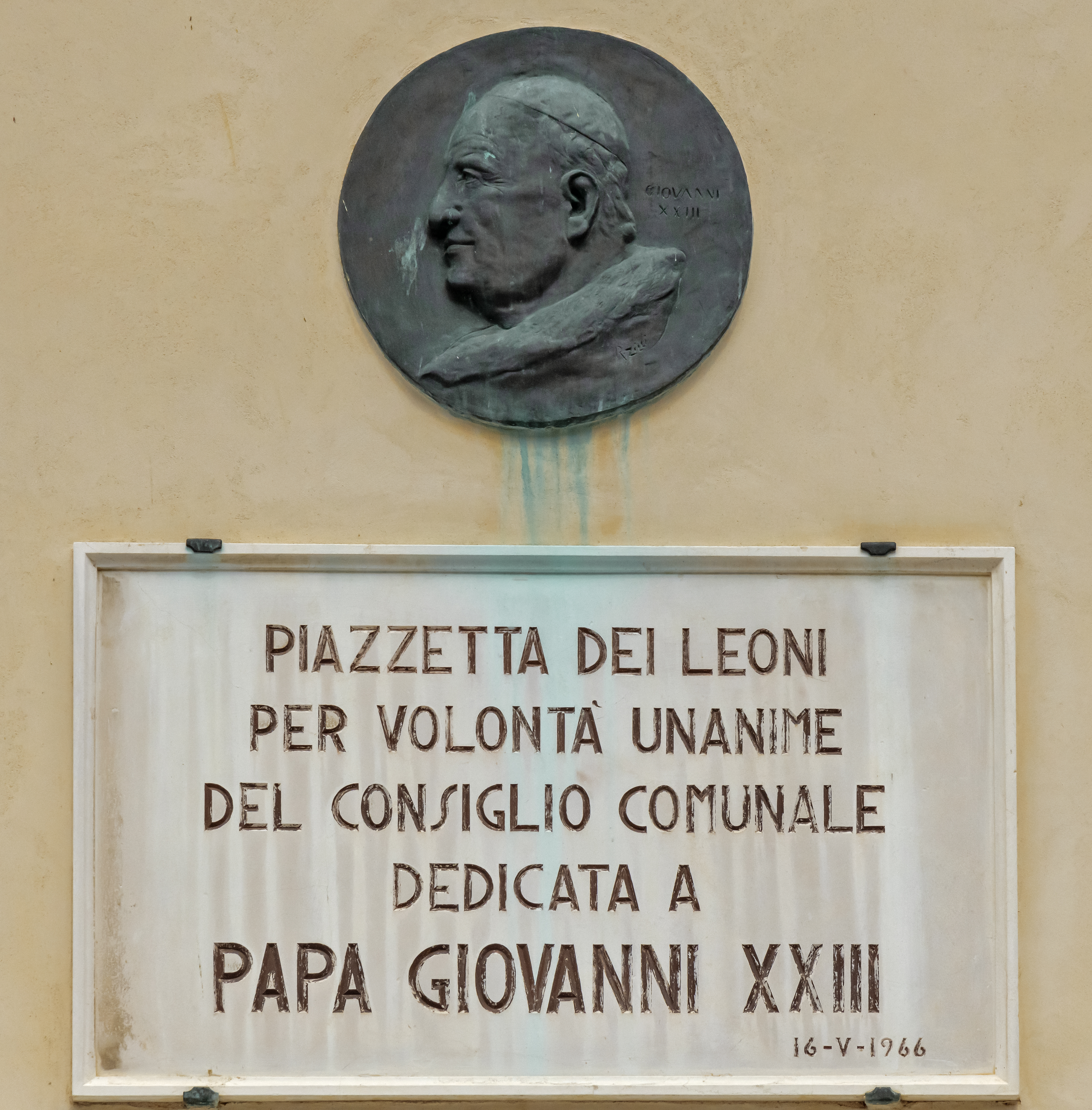
Dedica a papa Giovanni XXIII

Il 16 maggio 1966, con voto unanime del Consiglio comunale, la piazzetta venne dedicata a papa Giovanni XXIII.
Nella notte del 29 settembre 2018 la piazzetta è stata scenario di un atto vandalico in cui uno dei due leoncini è stato imbrattato con della vernice rossa da quattro giovani studenti del luogo.